# Tekele Cotton
Tekele Cotton (Mableton (Georgia), 27 de mayo de 1993) es un baloncestista estadounidense que actualmente juega en el Trepça de la Superliga de Kosovo. Con 1,88 metros de estatura, juega en las posiciones de base o de escolta.

## Trayectoria deportiva

### Universidad
Jugó cuatro temporadas con los Wichita State Shockers y tras no ser drafeado en el Draft de la NBA de 2015, debutó como profesional en las filas del MHP Riesen Ludwigsburg con el que jugó durante dos temporadas con el que jugaría Basketball Bundesliga y Euroleague.
Jugaría la liga de verano de la NBA 2016 con Oklahoma City Thunder y la del año siguiente con Detroit Pistons.
En septiembre de 2017, firmaría por el Enisey Krasnoyarsk de la VTB League.
En verano de 2018, el jugador abandona Alemania para jugar en las filas del Auxilium Torino de la Lega Basket Serie A italiana durante la temporada 2018-19.
Desde 2020 a 2022, jugaría en las filas del Benedetto XIV Cento de la Serie A2, la segunda categoría del baloncesto italiano.
El 7 de febrero de 2022, regresa al MHP Riesen Ludwigsburg de la Basketball Bundesliga.
El 5 de agosto de 2022 fichó por el CSO Voluntari de la Liga Națională rumana.